# Generale – Anatomie der Marneschlacht
Generale – Anatomie der Marneschlacht ist eine Fernsehproduktion des WDR aus dem Jahr 1977. Er behandelte, halb Spiel- und halb Dokumentarfilm (Fernsehspiel), die Vorgeschichte und Verlauf der deutschen Niederlage an der Marne (5. bis 12. September 1914) zu Beginn des Ersten Weltkrieges.

## Inhalt
Die Produktion stellt die Ereignisse vom Juli bis September 1914 nach, die zur Niederlage der deutschen Truppen an der Marne führten. Während Sebastian Haffner anhand von Lagekarten die Operationen und Entscheidungen erklärt und kommentiert, werden Schlüsselszenen durch Schauspieler dargestellt. Einen Schwerpunkt legt Haffner dabei auf die umstrittene Mission des Oberstleutnants Richard Hentsch, der bei einer Frontfahrt zu den verschiedenen Armee-Oberkommandos maßgeblich zum Abbruch der Operationen beigetragen haben soll.

## Kritik
Karl-Heinz Janßen kritisierte in der Wochenzeitung Die Zeit, dass sich die Produktion ausschließlich auf der Ebene der militärischen Führer bewege und die Tatsache unterschlage, dass deren Wille nichts bezwecken könne, wenn die einfachen Soldaten erschöpft seien. Er schloss zudem generell aus, dass ein allgemeiner Sieg möglich gewesen sei, da der Schlieffen-Plan bereits falsch angelegt gewesen sei. Er fand jedoch auch Lob: „Anderthalb Stunden spannende Unterhaltung und unterhaltende Belehrung, durchsetzt mit Kabinettstücken der Schauspielkunst — dieser Film ist sein teures Geld wert gewesen. Endlich einmal ein Kriegsfilm ohne Pulverdampf und Feuersäulen, ohne Blut und Schweiß …“ Zuletzt schränkte er jedoch ein: „Wer sich als Laie gutgläubig dem geschickt dozierenden Moderator Haffner anvertraute, wurde getäuscht. Haffner konnte seinen Anspruch nicht einlösen, daß jede Szene bis in die Einzelheiten historisch bezeugt sei. Vieles war verändert, umgestellt, verkürzt worden, ganze Monologe und Dialoge wurden frei erfunden. Jeder Hörspielautor im Schulfunk weiß, daß sich Geschichte anders gar nicht anschaulich machen läßt.“
Zusammen mit Wolfgang Venohr publizierte Sebastian Haffner im Jahr 1982 schließlich ein Buch zur Marneschlacht.